# Эуствогёй

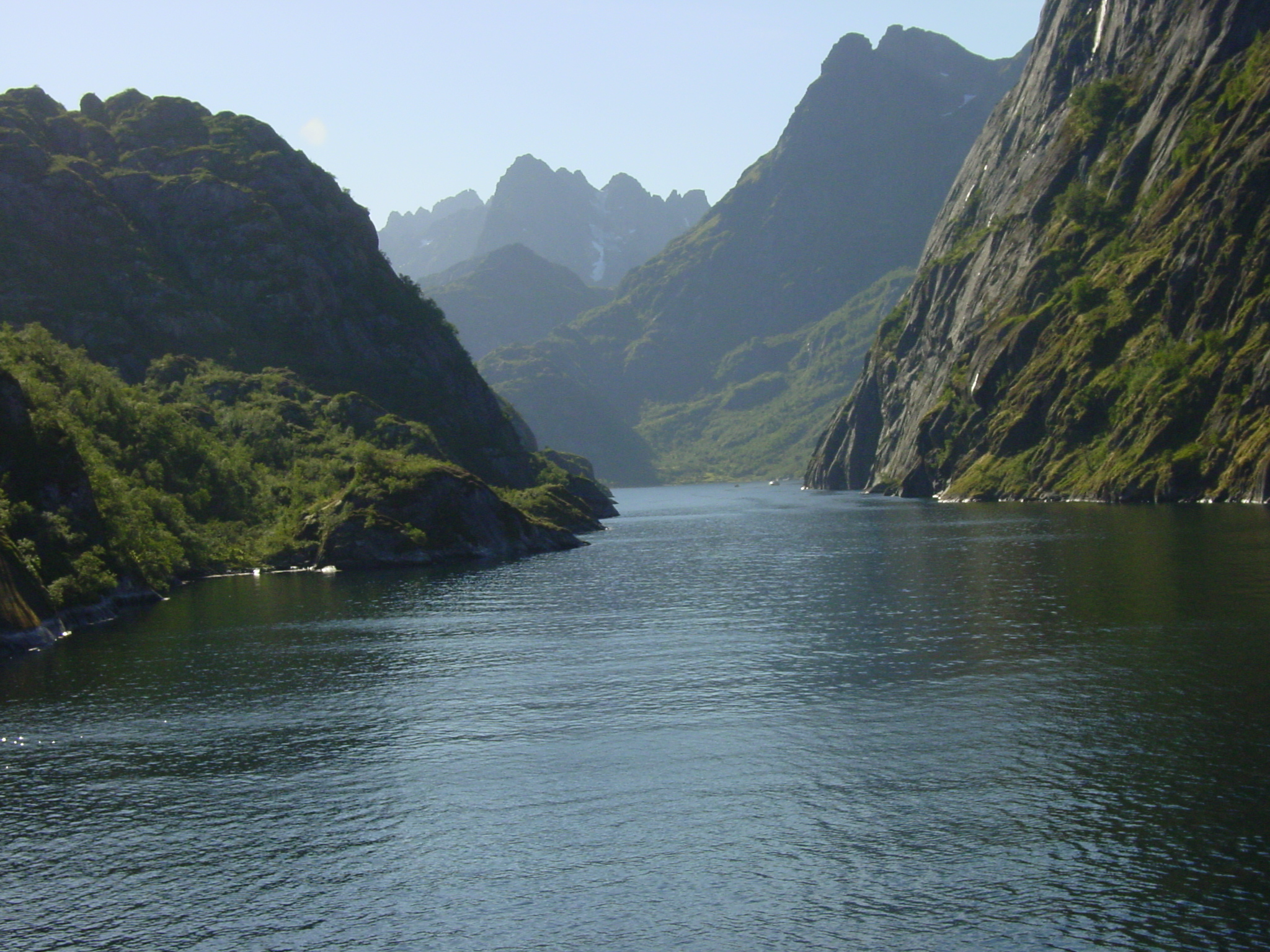
Тролльфьорд

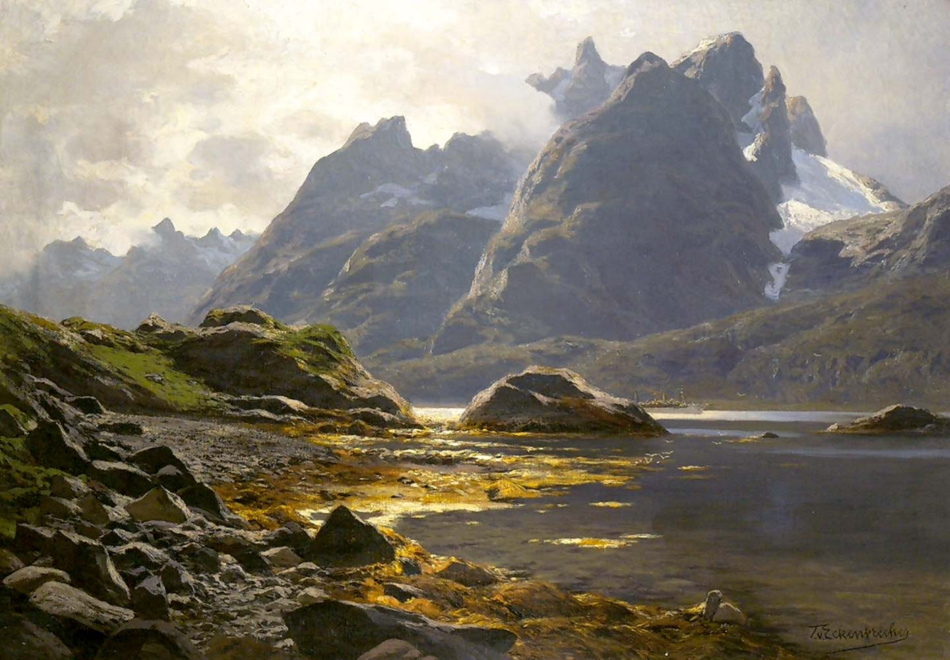
Пролив Рафтсуннет между островами Эуствогёй и Хиннёя, автор Eckenbrecher

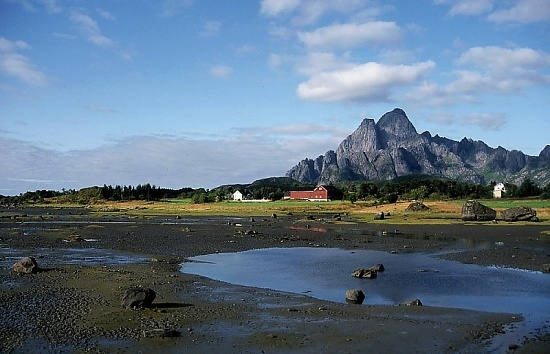
Гора Вогекаллен, высота 942 м

Э́уствогёй, или Эствогё (норв. Austvågøy), — крупнейший северо-восточный остров в архипелаге Лофотен, расположенный в фюльке Нурланн в Норвегии. Площадь острова составляет 526,7 км², он простирается на 40 км с востока на запад и на 30 км с севера на юг. Остров является горным массивом, с низменностями возле побережья. Самая высокая гора острова — Хигравстинден (норв. Higravstinden), 1146 м, расположена в восточной части острова. Также в восточной части расположены горы Svartsundtindan (1050 м), Trolltindan (1045 м) и Olsanestind (1000 м), однако известнейшая гора Вогакаллен (норв. Vågakallen, 942 м), возвышается в юго-западной части острова.
Большая часть коммуны Воган расположена на острове, однако северо-восточная часть острова относится к коммуне Хадсель. Главный город острова — Свольвер. Остров пользуется популярностью у альпинистов. Известный фьорд Тролльфьорд расположен в восточной части острова.
Эуствогёй соединён с островом Хиннёя по мосту Рафтсундет, с островом Гимсёй — по мосту Гимсёй.

## Название
Норвежской формой названия было Vágøy. Первый элемент названия — название старой церкви, расположенной в Вогане, окончание названия — слово øy, которое означает остров. Слово aust (восток) было добавлено к названию позже, для отличия острова от Вествогёя.